# Wakaf Bharu
Wakaf Bharu – miasto w Malezji, w stanie Kelantan. W 2000 roku liczyło 17 033 mieszkańców.